# Lijst van trainers van FC Twente (vrouwen)
Deze lijst omvat de voetbalcoaches die de vrouwen van de Nederlandse club FC Twente hebben getraind van 2007 tot op heden.
| Seizoen | Trainer(s)                            | Prijzen                              | Bijzonderheden           |
| ------- | ------------------------------------- | ------------------------------------ | ------------------------ |
| 2025/26 | Corina Dekker                         |                                      | 0                        |
| 2024/25 | Joran Pot                             | Eredivisie, Eredivisie Cup, Supercup | 0                        |
| 2023/24 | Joran Pot                             | Eredivisie, Eredivisie Cup, Supercup | 0                        |
| 2022/23 | Joran Pot                             | KNVB Beker, Eredivisie Cup, Supercup | 0                        |
| 2021/22 | Robert de Pauw                        | Eredivisie, Eredivisie Cup           | 0                        |
| 2020/21 | Tommy Stroot                          | Eredivisie                           | 0                        |
| 2019/20 | Tommy Stroot                          | Eredivisie Cup                       | 0                        |
| 2018/19 | Tommy Stroot                          | Eredivisie                           | 0                        |
| 2017/18 | Tommy Stroot                          |                                      | 0                        |
| 2016/17 | Tommy Stroot                          |                                      | 0                        |
| 2015/16 | Arjan Veurink                         | Eredivisie                           | 0                        |
| 2014/15 | Arjan Veurink                         | Landskampioenschap, KNVB Beker       | 0                        |
| 2013/14 | Arjan Veurink                         | Landskampioenschap                   | 0                        |
| 2012/13 | Arjan Veurink                         | Landskampioenschap                   | 0                        |
| 2011/12 | Arjan Veurink                         |                                      | 0                        |
| 2011/12 | John van Miert (tot 31 december 2011) |                                      | 0                        |
| 2010/11 | Mary Kok-Willemsen                    | Eredivisie                           | 0                        |
| 2009/10 | Mary Kok-Willemsen                    |                                      | 0                        |
| 2008/09 | Mary Kok-Willemsen                    |                                      | 0                        |
| 2007/08 | Mary Kok-Willemsen                    | KNVB Beker                           | Eerste hoofdtrainer ooit |